# Agrotis feratra
Agrotis feratra är en fjärilsart som beskrevs av Emilio Berio 1936. Agrotis feratra ingår i släktet Agrotis och familjen nattflyn. Inga underarter finns listade i Catalogue of Life.